# 扶助
扶助（ふじょ）とは乗馬・馬術において騎手が馬に合図や命令を伝えるため、また馬の動きを補助し、促すための動作を指す。
ブリティッシュ乗馬においては、大別して脚、拳、座骨、副扶助がある。
乗用の馬はこれらの扶助に反応して動作するよう調教されている。
このうち脚、拳、座骨の三つはそれぞれ単独だけでは馬を制御することが難しく、必ず併用することが必要である。

## 脚扶助
脚（きゃく）による扶助の基本は、ふくらはぎで馬腹を圧迫する動作である。これにより馬に推進・前進の意思を伝える。
その他、通常の位置よりやや後ろに刺激を与える合図もあり、駈歩の発進時などに使用される。

## 拳扶助
拳とは手綱を握っている拳のことを指す。すなわち拳の扶助とは手綱による扶助のことである。
詳細は「手綱」の項を参照。

## 座骨扶助
座骨とは骨盤前下部の骨のことであり、この骨を介して鞍に体重をかけるバランスを制御することを座骨の扶助という。
座骨の扶助は鞍を通じて馬の背中に伝わり、馬は微妙な体重の移動を感じることで合図を理解する。
しっかり座骨に体重をかけることを「座骨を入れる」といい、推進の合図となる。
また、旋回の際にはやや体重のバランスを左右に移動する。

## 副扶助
副扶助とは、脚、拳、座骨の三つの基本扶助とは別に、これらを補助、補完、強化する役割を持つ扶助のことである。
副扶助には鞭、拍車、舌鼓、音声などがある。

### 鞭
鞭は通常の扶助に馬が従わないときなどに、これを矯正する目的で使用されることが多い。
軽く肩に当てる場合や、大腿部から臀部に当てる場合などがある。

### 拍車
主に脚扶助を強化する目的で使用される。
騎手の靴に取り付けられた拍車で馬腹をこすったり圧迫することで、脚扶助の刺激を強化することができ、通常の脚扶助には反応が鈍い馬にも強い反応を起こすことができる。

### 舌鼓
舌鼓（ぜっこ）とは文字通り舌で音を発することで、鞭と同じように通常の扶助（特に発進時）に従わない馬に対してプレッシャーを与え、矯正する目的で使用される。

### 音声
舌鼓と同様だが、こちらは「オーラオーラ」など、声をかけることで馬の気持ちを落ち着かせ、注意を喚起する効果がある。